# Igreja Católica na Islândia
A Igreja Católica na Islândia faz parte da Igreja Católica Romana, sob a liderança espiritual do Papa. O atual bispo da Diocese de Reykjavík é Dávid Bartimej Tencer. A diocese cobre todo o território islandês e não é parte de qualquer província eclesiástica; ela é diretamente ligada à Santa Sé, em Roma.

## História

### Pré-reforma
Alguns dos primeiros habitantes da Islândia foram monges irlandeses, conhecidos como "Papar". No entanto, a pequena população foi dominada nos séculos VIII e IX pelos migrantes escandinavos, a maioria dos quais praticava o que pode ser vagamente chamado de paganismo germânico. Particularmente através da influência dos missionários continentais e da pressão do rei norueguês, a Islândia se converteu oficialmente entre 999 e 1000 d.C., mas a cristianização da Islândia, como o resto da Escandinávia, foi um longo processo, começando antes da conversão oficial e prolongando-se após a mesma.
Antes da Reforma, havia duas dioceses na Islândia, a Diocese de Skálholt (primeiro bispo, Ísleifur Gissurarson, 1056), e a Diocese de Hólar (primeiro bispo, Beato Jón Ögmundsson, 1106).

### Reforma
Com a Reforma Protestante, a Islândia adotou o luteranismo no lugar do catolicismo anterior. Dois homens locais, Oddur Gottskálksson e Gissur Einarsson, tornaram-se discípulos de Martinho Lutero e logo conquistaram seguidores, particularmente depois que o Rei Cristiano III da Dinamarca se declarou convertido ao luteranismo e começou a impor as mudanças em seu reino. Isso levou à resistência, que se intensificou quase até o ponto da guerra civil. Jón Arason e Ögmundur Pálsson, os bispos católicos de Skálholt e Hólar, respectivamente, opuseram-se aos esforços dos reis em promover a Reforma na Islândia. Pálsson foi deportado por oficiais dinamarqueses em 1541, mas Arason decidiu lutar. A oposição à Reforma efetivamente terminou em 1550, quando Arason foi capturado após ser derrotado na Batalha de Sauðafell, por forças leais sob o comando de Daði Guðmundsson. Arason e sua família foram posteriormente decapitados em Skálholt em 7 de novembro de 1550.
Com o luteranismo firmemente estabelecido, o catolicismo foi proibido, e as propriedades da Igreja Católica assumida pelos governantes da Islândia. Embora o latim tenha permanecido como língua oficial da Igreja Luterana da Islândia até 1686, e uma boa parte da antiga terminologia católica e outras atividades externas foram mantidas, a igreja luterana diferia consideravelmente na doutrina. Os católicos que se recusaram a se converter acabaram fugindo, a maioria fazendo a escolha infeliz da Escócia como seu destino, local que também viu perseguição dos católicos após o início da Reforma em suas terras. Nenhum padre católico foi permitido na Islândia por mais de três séculos.

### Liberdade religiosa
A Igreja Católica foi restabelecida em 8 de dezembro de 1855, com uma jurisdição sob o nome de Prefeitura Apostólica do Polo Norte (Præfectura Apostolica Poli Arctici), que incluiu a Islândia. Vários anos depois, dois padres franceses, Bernard Bernard (1821-1895) e Jean-Baptiste Baudoin (1831-1875), chegaram ao país para desempenhar suas funções eclesiásticas, em 1857 e 1858, respectivamente. Eles se reuniram com uma recepção difícil e, em 1862, Bernard deixou o país, enquanto Baudoin perseverou até 1875. Em 17 de agosto de 1869, o Papa Pio IX configurou a Prefeitura Apostólica da Dinamarca, para a qual a Islândia passou a pertencer. A liberdade de culto foi promulgada em 1874. Depois de um intervalo, os esforços missionários católicos foram retomadas, com escola, igrejas e até um hospital administrado por freiras, na virada do século.
A jurisdição torna-se o Vicariato Apostólico em 15 de março de 1892. Depois disso, o território da ilha tornou-se para a Igreja Católica uma unidade independente, primeiro como Prefeitura Apostólica da Islândia, em 23 de junho de 1923 e, em seguida, não muitos anos depois, em 6 de junho de 1929, como  Vicariato Apostólico da Islândia. Foi em 18 de outubro de 1968, que esta entidade foi elevada à Diocese de Reykjavík. Mesmo que a população católica permaneça pequena ao relação à população total, ela cresceu, em números absolutos, de cerca de 450 em 1950 para 5.590 pessoas em 2004, sendo que durante este período a população total islandesa cresceu de 140.000 para 290.000 habitantes.
No século XX, a Islândia teve algumas temporárias, porém notáveis, conversões à fé católica. Por um tempo, o ganhador do prêmio Nobel de Literatura, Halldór Laxness, foi católico. Embora isso não tenha durado muito tempo, é um período de importância devido a sua posição na literatura islandesa moderna. Um escritor de forma mais consistente foi Jón Sveinsson, em relação ao catolicismo. Ele se mudou para a França aos 13 anos e tornou-se um jesuíta. Ele permaneceu na Companhia de Jesus pelo resto de sua vida. Ele era muito querido, como autor de livros infantis (apesar de não escrever em islandês) e até apareceu em um selo postal no país. Em 1989, João Paulo II visitou a Islândia.
Em 17 de junho de 2017 uma nova igreja católica foi consagrada em Reyðarfjörður em uma cerimônia presidida pelo bispo de Reykjavík, Dom Tencer. O templo foi um presente dado pela Igreja Católica da Eslováquia, terra natal do bispo. A igreja foi construída com madeira da Eslováquia, desmontada e enviada a Reyðarfjörður, onde foi erguida. Robert Fico, primeiro-ministro da Eslováquia compareceu à missa de consagração da igreja.

## Organização territorial
| Paróquia São João Apóstolo Paróquia Cristo Rei Paróquia São José Paróquia São João Paulo II Paróquia Santa Maria Paróquia São Pedro Paróquia São Torlaco |

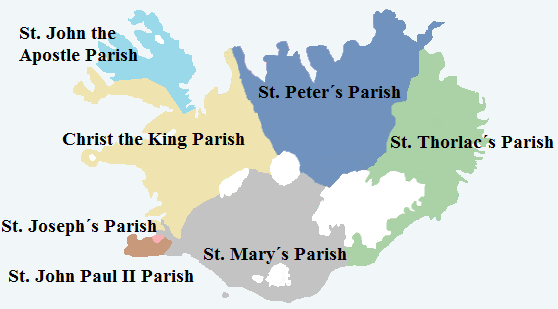
Paróquias católicas na Islândia em 2018

A Diocese de Reykjavík abrange todo o território islandês. Há a Basílica do Cristo Rei (em islandês:  Dómkirkja Krists Konungs) em Reykjavík, e um número de igrejas e capelas menores nas cidades maiores. O Bispo de Reykjavík participa da Conferência Episcopal Escandinava.

## Estatísticas

Número de católicos na Islândia em uma função de tempo

O número de católicos na Islândia, um país predominantemente protestante, compreende pouco mais de 4% da população e é a terceira maior denominação no país. Muitos dos católicos são do Leste Europeu e imigrantes filipinos, que, se excluídos, os católicos são cerca de 1% da população (puramente islandesa).
No ano de 2020, há pouco mais de 14.000 (segundo o mais novo censo) católicos na Islândia, com 6 sacerdotes diocesanos, 9 sacerdotes religiosos e 38 religiosas em ordens religiosas. Os católicos romanos representam 4% da população islandesa.

## Nunciatura apostólica
Uma delegação apostólica na Escandinávia foi erigida em 1º de março de 1960 com o breve apostólico Apostolici muneris do Papa João XXIII. Tinha jurisdição sobre os seguintes países do Norte da Europa: Islândia, Suécia, Noruega, Finlândia, e Dinamarca. A sede da delegação era a cidade de Copenhague.
A nunciatura apostólica da Islândia foi estabelecida em 8 de outubro de 1976 com o breve apostólico Quandoquidem nullum do Papa Paulo VI. O núncio apostólico, que ocupa a mesma posição para os outros países já incluídos na delegação apostólica na Escandinávia, reside em Djursholm, na Suécia.